# بولسین

بولسین شهری در شهرستان کودوگو در استان بولکیمده در بورکینافاسوی غربی مرکزی است جمعیت آن ۱۸۰۷ نفر است.